# Maria Pia Casilio
Maria Pia Casilio (Castelnuovo, 5 maggio 1935 – Roma, 10 aprile 2012) è stata un'attrice italiana.

## Biografia
Nacque nel 1935 a Castelnuovo, frazione di San Pio delle Camere in provincia dell'Aquila, ma si trasferì durante l'infanzia a Paganica. Iniziata giovanissima la carriera cinematografica, andò a Roma, dove visse per il resto della sua vita. Dopo aver preso parte a diverse produzioni, abbandonò lo schermo verso la metà degli anni '60, salvo sporadiche apparizioni.
Famosa per le sue caratterizzazioni di ragazza di provincia dal viso grazioso, i modi spicci e la voce nasale, Maria Pia Casilio è stata una delle caratteriste più valide e longeve della commedia all'italiana. Debuttò giovanissima nel cinema, ottenendo un immediato successo nel ruolo della giovane servetta della pensione in cui vive l'anziano pensionato nel drammatico Umberto D. (1952) di Vittorio De Sica.
Apprezzata per le sue doti di attrice brillante, interpretò poi una serie di celebri commedie, come Pane, amore e fantasia (1953) di Luigi Comencini, Il medico dei pazzi (1954) di Mario Mattoli, insieme a Totò, e Un americano a Roma (1954) di Steno, nel ruolo della fidanzata di Alberto Sordi. Nonostante una fortunata esperienza in Francia (Teresa Raquin, 1953), la Casilio non riuscì ad affrancarsi dai ruoli di comprimaria, che pure interpretò con squisita vivacità. Nel 1955 prese parte alla commedia musicale La padrona di Raggio di Luna di Garinei e Giovannini. Vittorio De Sica la volle ancora nei film Stazione Termini  (1953), con Montgomery Clift e Jennifer Jones, Il giudizio universale (1961) e Lo chiameremo Andrea (1972).
La Casilio si dedicò saltuariamente anche al doppiaggio: sue sono le voci di Marina Vlady in Giorni d'amore e di Stefania Sandrelli in Il federale.
Morì a Roma il 10 aprile 2012, a 76 anni, e i funerali si tennero il giorno seguente a Casal Palocco nella chiesa di San Timoteo.

## Vita privata
La Casilio sposò il doppiatore Giuseppe Rinaldi (di cui rimase vedova nel 2007) e dall'unione nacque la figlia Francesca, anch'ella attrice.

## Filmografia parziale

Maria Pia Casilio in Umberto D. (1952)

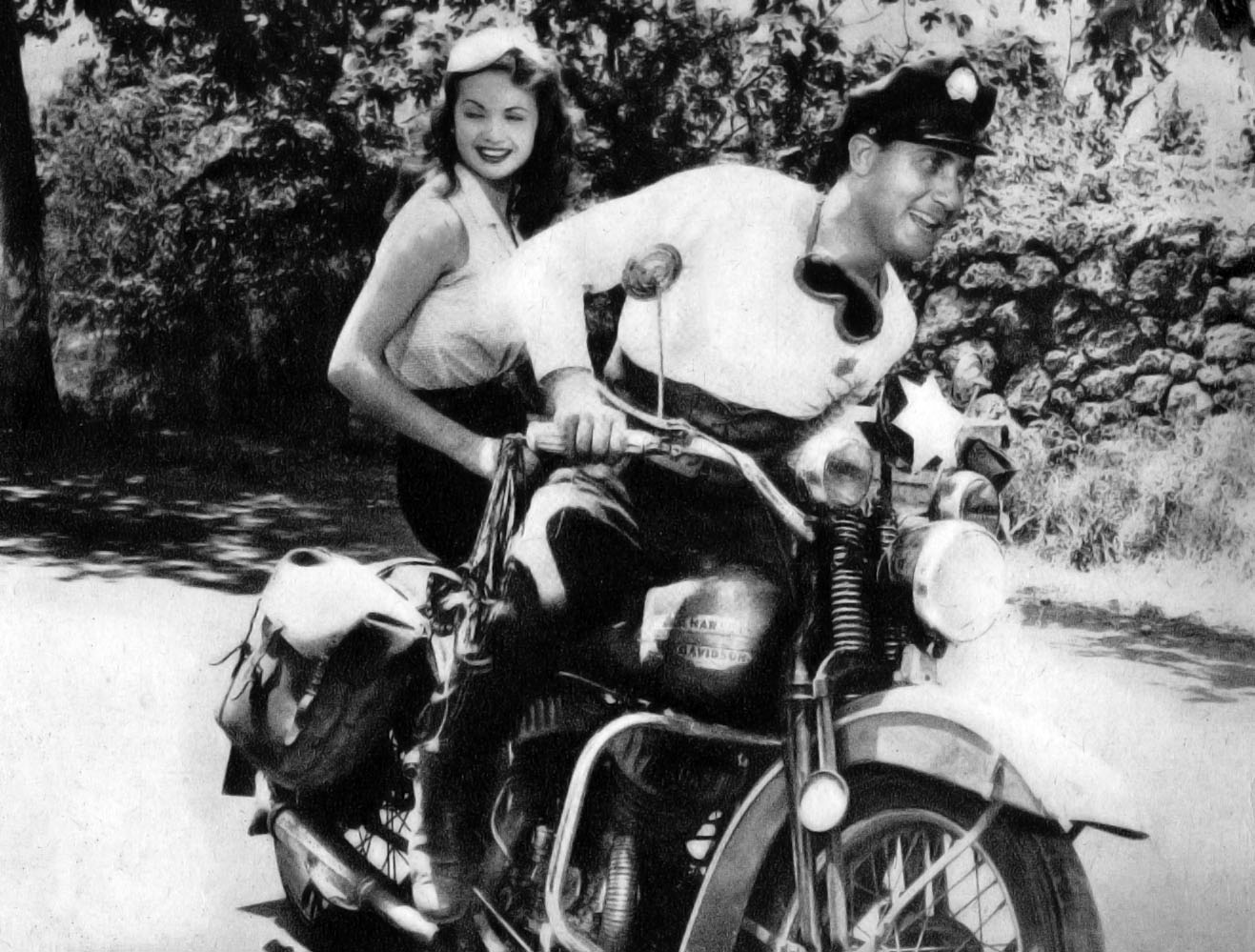
Alberto Sordi con Maria Pia Casilio sulla Harley-Davidson in una scena di Un americano a Roma (1954)

- Umberto D., regia di Vittorio De Sica (1952)
- Canzoni di mezzo secolo, regia di Domenico Paolella (1952)
- Il viale della speranza, regia di Dino Risi (1953)
- Pane, amore e fantasia, regia di Luigi Comencini (1953)
- Teresa Raquin (Thérèse Raquin), regia di Marcel Carné (1953)
- Stazione Termini, regia di Vittorio De Sica (1953)
- Carosello napoletano, regia di Ettore Giannini (1953)
- Siamo tutti inquilini, regia di Mario Mattoli (1953)
- Donne proibite, regia di Giuseppe Amato (1953)
- La valigia dei sogni, regia di Luigi Comencini (1953)
- Appassionatamente, regia di Giacomo Gentilomo (1954)
- Pane, amore e gelosia, regia di Luigi Comencini (1954)
- Due soldi di felicità, regia di Roberto Amoroso (1954)
- Aria di Parigi, regia di Marcel Carné (1954)
- Un americano a Roma, regia di Steno (1954)
- Il medico dei pazzi, regia di Mario Mattoli (1954)
- I pappagalli, regia di Bruno Paolinelli (1955)
- Racconti romani, regia di Gianni Franciolini (1955)
- Totò, Peppino e i fuorilegge, regia di Camillo Mastrocinque (1956)
- Good bye Firenze (Arrivederci Firenze), regia di Rate Furlan (1958)
- Gagliardi e pupe, regia di Roberto Bianchi Montero (1958)
- Mogli pericolose, regia di Luigi Comencini (1958)
- La banda del buco, regia di Mario Amendola (1960)
- Il giudizio universale, regia di Vittorio De Sica (1961)
- Cuore matto... matto da legare, regia di Mario Amendola (1967)
- Lo chiameremo Andrea, regia di Vittorio De Sica (1972)
- Brutti, sporchi e cattivi, regia di Ettore Scola (1976)
- Identificazione di una donna, regia di Michelangelo Antonioni (1982)
- Noi uomini duri, regia di Maurizio Ponzi (1987)
- Tre uomini e una gamba, regia di Aldo, Giovanni e Giacomo e Massimo Venier (1997)
- Anni '50, regia di Carlo Vanzina (1998) – cameo

## Teatro
- La padrona di Raggio di Luna, regia di Garinei e Giovannini (1955)

## Doppiaggio
- Marina Vlady in Giorni d'amore
- Stefania Sandrelli in Il federale

## Doppiatrici italiane
- Renata Marini in Teresa Raquin
- Rosetta Calavetta in Aria di Parigi
- Donatella Trombadori in Racconti romani[4]
- Rita Savagnone in Mogli pericolose